# NGC 502
NGC 502 é uma galáxia lenticular (S0) localizada na direcção da constelação de Pisces. Possui uma declinação de +09° 02' 58" e uma ascensão recta de 1 horas, 22 minutos e 55,6 segundos.
A galáxia NGC 502 foi descoberta em 25 de Setembro de 1862 por Heinrich Louis d'Arrest.